# Liam Pitchford
Liam Pitchford (Chesterfield, 12 juli 1993) is een Engelse tafeltennisser. Hij speelt rechtshandig en is een aanvaller.